# Pont de Tonneins
Le pont de Tonneins franchit la Garonne dans la commune de Tonneins du département de Lot-et-Garonne et la région Nouvelle-Aquitaine en France.

## Historique
Le pont remplace un pont suspendu.
Sa réalisation par l'entreprise Limousin, sur une conception d'Eugène Freyssinet, a commencé alors que le pont de Villeneuve-sur-Lot n'était pas encore terminé.
Le pont est constitué de 5 arcs encastrés, en béton armé, de 46 m de portée. Des arcs de décharge à trois articulations ont été réalisées au-dessus des piles.

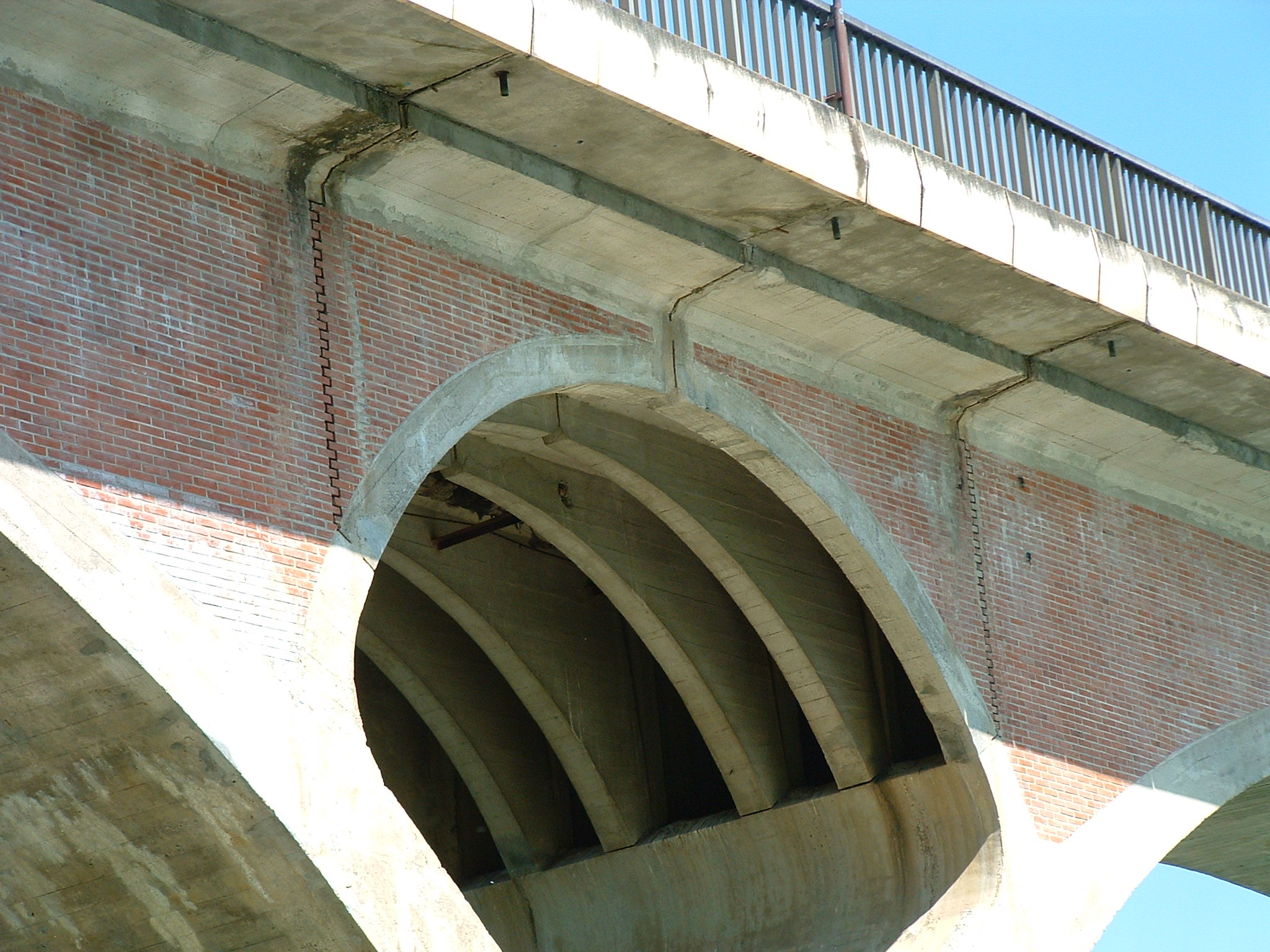
Les arcs à 3 articulations au-dessus des piles

Pour réaliser les fondations des piles, Eugène Freyssinet a inventé un caisson à air comprimé constitué d'un compartiment étanche avec un sas pour manœuvrer des bennes de 500 litres. Ce système de caisson a été réalisé sur le pont Albert-Louppe, à Plougastel.
Les cintres des arcs principaux ont été réalisés à l'aide de planches clouées en bois et mis en place à l'aide d'une grue flottante.
Pour Freyssinet c'était le mieux réussi peut-être de tous ses ouvrages.